# Ravine S’Amandes
Die Ravine S'Amandes (auch: Ravine S'Amando) ist ein Fluss an der Südküste von Dominica im Parish Saint Patrick.

## Geographie
Die Ravine S'Amandes entspringt an einem Südausläufer von Foundland, in der Nähe der Ravine Separee, welche noch weiter nördlich entspringt. Nach steilem Lauf tritt der Bach bei Stowe Estate ins Tiefland ein und verläuft stetig nach Süden, wo er bei Battery in den Atlantik mündet, nur wenige hundert meter westlich des Carib Point.
Der nächste benachbarte Fluss im Westen ist die Ravine Irene.